# Eremiaphila zetterstedti
Eremiaphila zetterstedti è una specie di mantide religiosa appartenente al genere Eremiaphila. È conosciuta anche con il nome di "Mantide ciottolo del deserto".